# 루치아노 플로리디

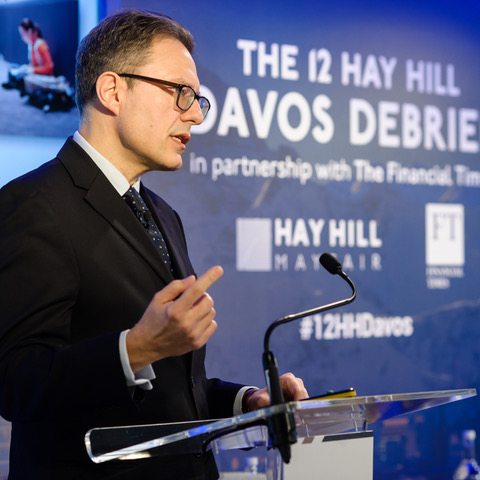

루치아노 플로리디(Luciano Floridi, 이탈리아어: [floˈriːdi], 1964년 11월 16일 ~ )는 이탈리아와 영국의 철학자이다. 그는 예일 대학교 디지털윤리센터 소장이다. 그는 또한 볼로냐대학교 법학과 교수이자 디지털 윤리 센터 소장을 맡고 있다. 그는 워싱턴 D.C.에 있는 아메리칸 대학교 경제학과의 겸임 교수("특별 상주 학자")이다. 그는 신경과학자 안나 크리스티나 노브레(Anna Christina Nobre)와 결혼했다.
플로리디는 정보철학과 정보 윤리(디지털 윤리 또는 컴퓨터 윤리라고도 함)라는 두 가지 철학 연구 분야에 대한 연구로 가장 잘 알려져 있으며, 이 분야에서 대십자 기사단 훈장을 비롯한 많은 상을 받았다. Scopus에 따르면 플로리디는 2020년 세계에서 가장 많이 인용된 살아있는 철학자였다.
2008년부터 2013년까지 그는 하트퍼드셔 대학교에서 정보 철학 연구 위원장과 정보 및 컴퓨터 윤리 분야 유네스코 위원장을 역임했다. 그는 옥스퍼드 대학교의 정보 철학에 관한 부서 간 연구 그룹인 IEG와 하트퍼드셔 대학의 정보 철학 연구 그룹인 GPI의 창립자이자 이사였다. 그는 이탈리아 철학 전자저널인 SWIF(1995~2008)의 창립자이자 이사였다. 그는 옥스포드 세인트 크로스 칼리지의 전 통치체 펠로우였다.

## 같이 보기
- 디지털 물리학
- 정보 이론
- 기술철학
- 정보철학